# Ахи, Меджид
Меджид Ахи (перс. مجید آهی‎;
1892—1947) — министр юстиции Ирана.

## Биография
Мирза Меджид-хан сын Мирза Абул Касим-хан  родился в 1892 года в городе Тегеране. Мирза Меджид-хан после учёбы в Москве работал в министерства иностранных дел.
Мирза Меджид-хан в 1933 году назначается губернатором Фарса.
Мирза Меджид-хан в 1936 году был назначен на пост министра путей сообщения.
Мирза Меджид-хан в 1940 году был назначен на пост министра юстиции Ирана. До 1942 года работал там. А затем был назначен послом Ирана в СССР в 1942 году.
В 1944 году для проведения консультаций по поводу нефти в Тегеран одновременно были вызваны посол Ирана в Лондоне Тагизаде, посол в Москве Меджид Ахи, посол в Каире Джем.
Получив из Тегерана сообщение о решении иранского правительства, В.Молотов 24 октября 1944 года принял иранского посла М.Ахи и заявил, что «Советское правительство рассматривает это решение иранского правительства как отговорку, за которой скрывается фактическое отклонение советского предложения о нефтяных концессиях в Иране по неизвестным мотивам». Внимательно следящие за тегеранскими переговорами Англия и США первого и второго ноября вручили Советскому Союзу ноты с уведомлением, что «стремление Советского Союза получить нефтяную концессию является вмешательством во внутренние дела Ирана и противоречит Декларации трёх держав об Иране от 1 декабря 1943 года». В ответных нотах обоим союзникам В.Молотов отметил неблагожелательную позицию американской и английской сторон в отношении советского правительства и переговоров о нефтяной концессии. В ноте указывалось: «положительное решение вопроса о нефтяной концессии для Советского Союза способствовало бы дальнейшему развитию хороших советско-иранских отношений и, вместе с тем, явились бы одним из видов оказания значительной экономической помощи Ирану».
Процесс формирования нового кабинета длился две недели. 17 ноября разведка донесла Багирову, что ожидается формирование кабинета Ахмеда Кавама. Кавам уже встречался с английским и советским послами, а один из кандидатов на пост министра иностранных дел — нынешний посол в Москве Меджид Ахи уже вызван в Тегеран.
После правительственного кризиса в Тегеране политические круги страны сделали ряд шагов для улучшения отношений с Советским Союзом. Посол Ирана в СССР М.Ахи, находясь в Тегеране в январе 1945 года, посетил советского посла и заявил, что М.Саид допустил серьёзную ошибку в отношениях с Советским Союзом и, невзирая на все его оправдания, переговоры были проведены не на должном уровне. М.Ахи заверил, что по возвращении в Москву он приложит все усилия для организации новых переговоров по нефтяной проблеме и постарается найти некую взаимоприемлемую форму. Сообщая об этой встрече в Москву, посол М.Максимов предположил, что визит М.Ахи к нему был санкционирован иранским правительством, однако в беседе ни одна из сторон не раскрыла карты полностью. Советский посол также предположил, что своим визитом накануне возвращения в Союз М.Ахи дал понять, что иранское правительство сохраняет надежды на дальнейшие переговоры о нефти, причём именно через него.
Действительно, по возвращении в Москву М.Ахи 26 февраля 1945 года был принят народным комиссаром иностранных дел В.Молотовым, которому он заявил, что «имеет поручение правительства урегулировать вопрос о получении Советским Союзом нефти в Северном Иране», но «после принятия Меджлисом закона о непредоставлении нефтяных концессий во время войны разрешить их СССР невозможно». Но есть и обходные пути, осторожно заметил посол, например, создание смешанного
советско-иранского общества по разведке и добыче нефти в Северном Иране. Однако В.Молотов категорично возразил, что «Советское правительство имеет только одно предложение, а именно, предложение о концессии в Северном Иране, так как только такое решение обеспечивает права и интересы Союза…».
30 августа 1945 года заместитель наркома иностранных дел А.Вышинский принял иранского посла в Москве Ахи, который сообщил, что «иранское правительство поручило ему предпринять все, что он сочтёт нужным, чтобы выяснить причины возникшего охлаждения отношений СССР и найти средства улучшить их». А.Вышинский ответил, что необходимо взаимное понимание интересов сторон. Если этого нет, всякие разговоры о хороших отношениях – только слова. Ахи напомнил, что «при правительстве Баята он делал предложение тов. Молотову об организации смешанной советско-иранской нефтяной компании, но, к сожалению, это предложение принято не было. Между тем вести переговоры о концессии иранское правительство не может, так как принят закон, запрещающий
передачу концессий иностранцам». А.Вышинский возразил, что законы создаются людьми, и, следовательно, наличие тех или иных законов не может служить препятствием, чтобы пойти навстречу правомерным интересам Советского Союза, тем более когда «аналогичные интересы других государств не натыкаются на препятствия в виде законов». Тогда Ахи намекнул, что если СССР не будет настаивать на слове «концессия», то можно договориться на таком содержании соглашения, которое должно удовлетворить СССР. Вышинский ответил, что предложения СССР в своё
время были ясно изложены иранскому правительству и что слово теперь за иранской стороной.
Мирза Меджид-хан Ахи умер 1947 года.

## Семья
Жена – Дивинская Раиса Яковлевна